# 沃爾博日

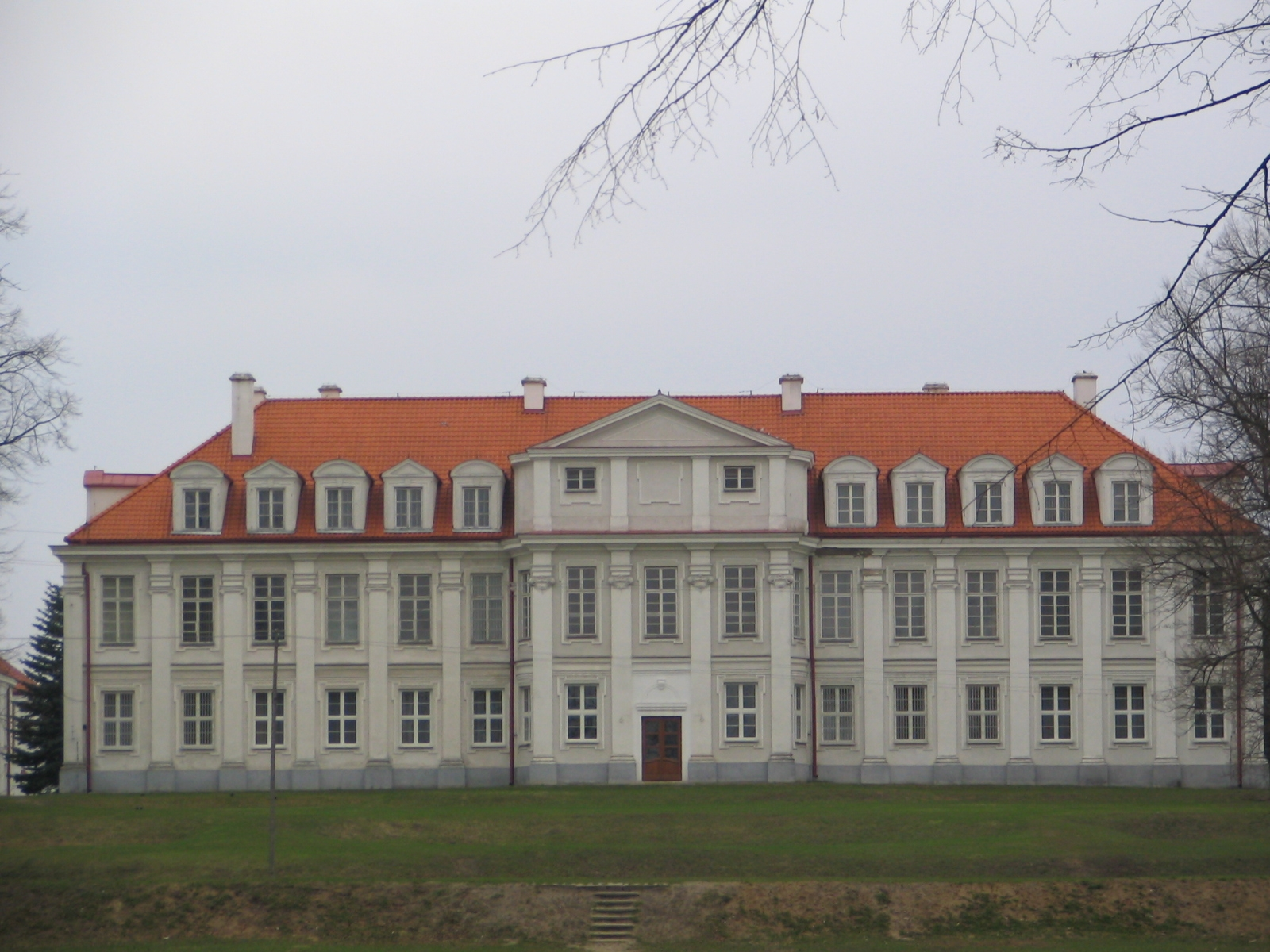

沃爾博日（波蘭語： [ˈvɔlbuʂ]）是波蘭的城鎮，位於該國中部，距離首府羅茲41公里，由羅茲省負責管轄，面積15.18平方公里，該地區自4,000年前有人類居住，2010年人口2,282。